# Persoonia linearis
Persoonia linearis é uma rara espécie de arbusto pertencente à família Proteaceae. Pode ser encontrada na Nova Gales do Sul, na Austrália.